# Bodenbach
Bodenbach là một xã thuộc huyện Vulkaneifel, bang Rheinland-Pfalz, phía tây nước Đức.
Xã này có diện tích 4,78 km2, dân số thời điểm ngày 31 tháng 12 năm 2006 là 241 người.